# Sugar Lady
「Sugar Lady」（シュガーレディ）は2002年4月24日にgai RECORDSから発売された河村隆一10枚目のシングル。

## 概要
全曲　作詞・作曲：ЯK/編曲：ЯK&岡部啓一
1. Sugar Lady
  - 後にバラード・ベスト・アルバム『Dear...』に収録された際はスローテンポでキーが下げられた「バラードバージョン」で収録。
  - 2007年発売『evergreen anniversary edition』ではアップテンポで収録。
  - 自身初主演のテレビ朝日系ドラマ『九龍で会いましょう』主題歌
  - MVにはドラマ『九龍で会いましょう』で共演した石田ゆり子が出演。
2. I wanna be loved
3. Sugar Lady（ac g version）
  - 演奏：嘉多山信
  - 嘉多山は1997年のソロ・デビュー時から今日まで専属ではないが河村のサポート・ギタリスト。
4. Sugar Lady（for you）